# Campo de concentração de Yodok
O Campo de concentração de Yodok foi uma prisão política na Coreia do Norte. O nome oficial era Kwalliso Nº 15. O campo foi usado para segregar aqueles que eram vistos como inimigos do estado, punindo-os com trabalhos forçados. As instalações foram fechadas em 2014.

## Descrição
O campo de Yodok era dividido em duas zonas:
- Zona de controle total — mantinha presos que, segundo as autoridades, haviam cometido crimes contra o regime norte-coreano ou que haviam sido denunciados como politicamente perigosos. Tais prisioneiros nunca eram soltos. Segundo levantamentos e estimativas, cerca de 6 mil presos encontravam-se nesta situação.[3]

- Zona revolucionária — usada para punir pessoas por crimes políticos menos sérios, como deixar o país de forma ilegal, ouvir transmissões de rádio sul-coreanas ou criticar a política governamental. Estes prisioneiros eram eventualmente soltos após terminarem suas sentenças.[4]

Na década de 1990, a zona de controle total chegou a ter um número estimado de 30 mil prisioneiros, enquanto a zona revolucionária cerca de 16 mil. Imagens de satélite posteriores, entretanto, indicaram um crescimento da prisão. A maioria dos prisioneiros era mantida sem qualquer julgamento ou verificação de provas, com base somente em confissões obtidas sob tortura. As pessoas eram frequentemente presas junto com toda a família e parentes próximos, incluindo crianças e idosos, ideia baseada na Sippenhaft.